# Румунія
Руму́нія (рум. România) — держава на перехресті східної, центральної та південно-східної Європи. Межує на півночі з Україною, на північному сході — із Молдовою, на південному заході — із Сербією, на північному заході — з Угорщиною, і з Болгарією — на півдні, а також омивається Чорним морем на сході. Має переважно помірний континентальний клімат. Із загальною площею 238 397 км2 (92 046 миля2), Румунія — 12-та за величиною країна в Європі та сьома за чисельністю населення країна-член Європейського Союзу, яка має приблизно 20 мільйонів жителів. Столиця і найбільше місто — Бухарест. Інші основні міські райони включають: Клуж-Напока, Тімішоара, Ясси, Констанца, Крайова, Брашов та Галац.
Річка Дунай, друга за довжиною річка в Європі, піднімається у Німецькому Чорному Лісі і протікає загалом у південно-східному напрямку протягом 2857 км, протікаючи через десять країн, перш ніж увійти в дельту Дунаю Румунії. Карпатські гори, які перетинають Румунію з півночі на південний захід, включають вершину Молдовяну із висотою 2544 метри.
Сучасна Румунія утворена в 1859 році шляхом персональної унії Дунайських князівств Молдавії та Волощини. Нова держава, офіційно названа Румунією з 1866 року, здобула незалежність від Османської імперії у 1877 році. Після оголошення нейтралітету по завершенню Першої світової війни, у 1914 році, Румунія воювала на боці союзних держав, починаючи з 1916 року. Після цього Буковина, Бессарабія, Трансильванія, а також частини Банату, Кришани та Мармарощини стали частиною суверенного Румунського королівства. У червні-серпні 1940 року, внаслідок пакту Молотова — Ріббентропа та другого Віденського арбітражу, Румунія була змушена передати Бессарабію та Північну Буковину Радянському Союзові, а Північну Трансильванію — Угорщині. У листопаді 1940 року Румунія підписала Троїстий пакт і, як наслідок, у червні 1941 року вступила до Другої світової війни на боці країн Осі, воюючи проти Радянського Союзу до серпня 1944 року, коли після перевороту приєдналася до союзників та відновила контроль над Північною Трансильванією. Після війни, під окупацією військ Червоної армії, Румунія стала соціалістичною республікою та членом Варшавського договору. Після революції 1989 року країна розпочала перехід до демократії та ринкової економіки.
Румунія займає 49 місце в Індексі людського розвитку і є країною, що розвивається. Країна має 62-гу за величиною економіку в світі за номінальним ВВП, з річним темпом економічного зростання у 3,5 % станом на 2020 рік. Після швидкого економічного зростання на початку 2000-х, Румунія має економіку, що переважно базується на послугах, і є експортером машин та електроенергії. Країна є членом Організації Об'єднаних Націй з 1955 року, НАТО з 2004 року та Європейського Союзу з 2007 року. Переважна більшість населення самоідентифікує себе як православні християни і є носіями румунської мови.

## Етимологія
Назва Romania походить від лат. romanus, що означає «громадянин Риму». Перше відоме вживання цього звернення датується XVI століттям, італійськими гуманістами, що подорожували Трансильванією, Молдовою та Волощиною.

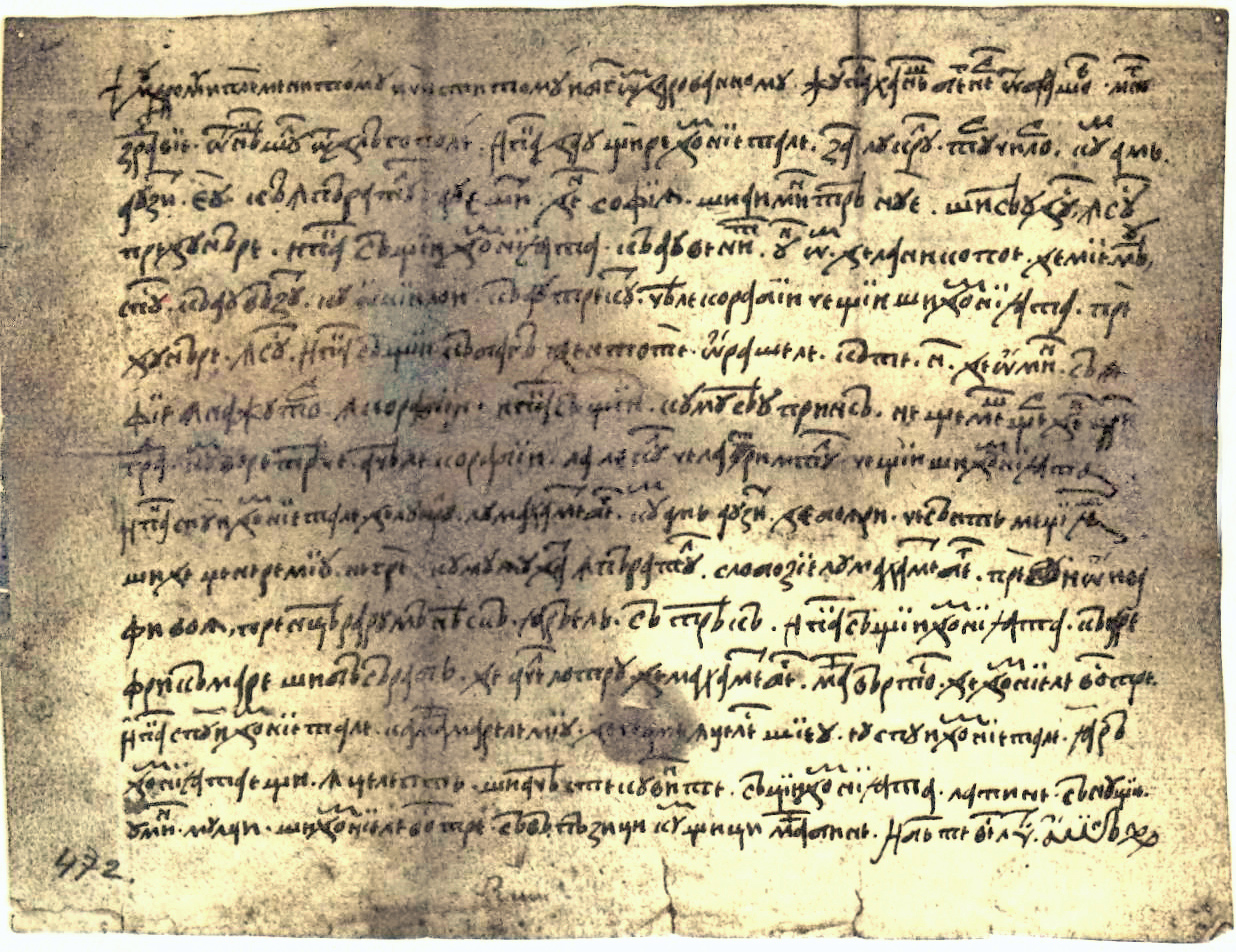
Лист боярина Някшу 1521 року, найстаріший уцілілий документ, написаний давньою румунською.

### Офіційні назви
- 1859—1862: Об'єднане князівство Волощини та Молдови
- 1862—1866: Об'єднані князівства або Румунія
- 1866—1881: Румунія або Румунське князівство
- 1881—1947: Румунське королівство або Румунія
- 1947—1965: Румунська Народна Республіка (РПР) або Румунія
- 1965 — грудень 1989: Соціалістична Республіка Румунія (РСР) або Румунія
- Грудень 1989 року по теперішній час: Румунія

## Географія

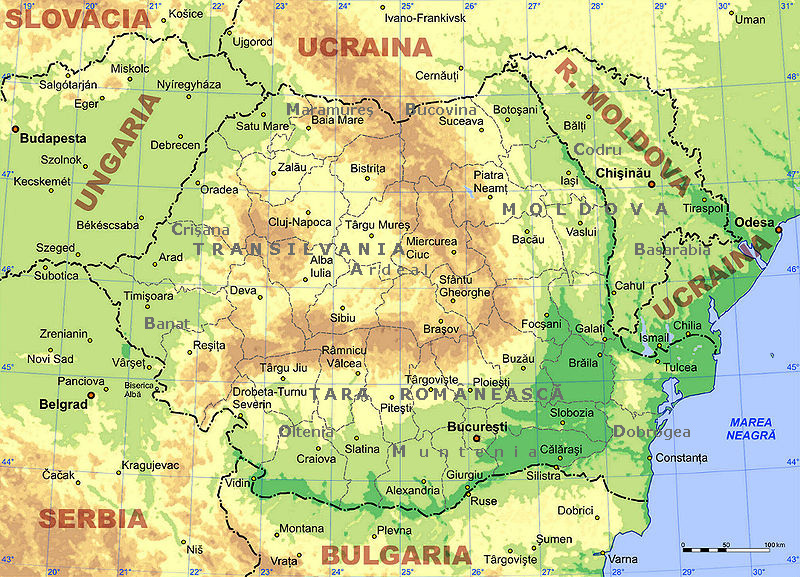
Топографічна мапа Румунії

Румунія розташована у південно-східній Європі. На півночі і сході межує з Республікою Молдова (681,3 км) і Україною (613,8 км, у тому числі річковий кордон 292,2 км і морський 33 км), на північному заході — з Угорщиною (448 км), на південному заході з Сербією (546,4 км), на півдні — з Болгарією (631,3 км, межа — Дунай). На південному сході омивається Чорним морем (берегова лінія — 193,5 км). На півдні і сході річкові долини, на південному заході територію Румунії займають Східні і Південні Карпати і Семигородська височина, до яких прилягають із заходу Паннонська, з півдня — Волоська низовини, зі сходу Молдавська і Добрузька височини. Румунія лежить на межі Центральної і Східної Європи та Балканського півострова, і на її території тисячоліттями перехрещувалися політичні і культурні впливи цих трьох комплексів.
Великі міста: Бухарест (1 931 тис. мешканців), Ясси (354,8 тис.), Галац (342,4 тис.), Тімішоара (340 тис.), Констанца (337 тис.), Клуж-Напока (332,2 тис.).

## Історія

### Давня історія

Територіальні зміни Румунії, з 1859 понині

Доля Румунії була пов'язана з її сусідами: Болгарією, Угорщиною (згодом Австрією і Австро-Угорщиною), Київською і Галицько-Волинською державами (пізніше Великим Князівством Литовським і Польщею, з 18 ст. із Російською імперією, а згодом з СРСР) та з Османською імперією. Частини Румунії (деякий час навіть вся Румунія) належали віками до цих держав або були під їхнім протекторатом.

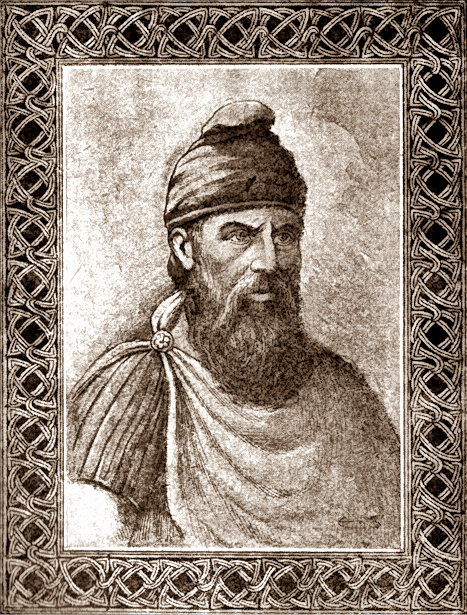
Легендарний король Децебал

Територія Румунії з давніх часів була місцем побутування багатьох етносів, зокрема фракійців. У 1 ст. до н. е. — 3 ст. гето-дакські племена, які проживали на землях сучасної Румунії, вели боротьбу з Римом. На початку 2 ст. римляни підкорили область розселення даків та перетворили її на провінцію Дакія. Римляни залишили землі Румунії наприкінці 3 ст. У 3—7 ст. через територію Румунії рухалися та осідали племена готів, гунів, гепідів, аварів, а з 6—7 ст. — слов'яни (анти, склавини). Слов'яни, які проживали поряд із місцевим романізованим гето-фракійським населенням на лівому березі Дунаю, були асимільовані, внаслідок чого в 9—10 ст. виникла східнороманська етнічна спільнота волохів, котрі вважаються предками румунів і молдован. В 11—12 ст. сх. частину сучасної Румунії спустошували половці та торки, а в 13 ст. — монголи. У 14 ст. виникли держави Волоське та Молдавське князівство, які певний час перебували під зверхністю відповідно — Угорщини та Польщі, а в 1-й пол. 16 ст. опинилися у васальній залежності від Османської імперії.

### Румунські держави середньовіччя та нового часу
У добу середньовіччя та ранньомодерні часи на території сучасної Румунії існували 3 державні утворення: 1) Молдова (іноді називана Волощиною) між Карпатами та р. Дністер, східна частина якої відома як Бессарабія; 2) Велика Волощина (Мунтенія, Мультянія, Мунтянська земля та ін.; іменувалася також Волощиною, а з XIX ст. відома здебільшого як Валахія) — між Карпатами та річкою Дунай на півдні Румунії; 3) Семигород (Семигородщина, Семиграддя, Трансильванія) — на півночі Румунії. На короткий час на початку XVII ст. господарю Волощини Михаю I Хороброму пощастило об'єднати всі три державні утворення. Із кінця XVII ст. Трансильванія опинилася під австрійською зверхністю. У 1774 р. Австрія захопила пн.-зх. Буковинську землю з мішаним українсько-молдовським населенням. У 1812 р. Російська імперія анексувала Бессарабію. У 1828 р. російські війська ввійшли на територію князівств — Молдови та Валахії (Волощини) і за Адріанопольським мирним договором 1829 р. отримали права протекторату над ними. Після поразки Росії в Кримській війні 1853—1856 за умовами Паризького мирного договору 1856 російський протекторат замінили гарантії 7-ми держав, які визнали автономні права Дунайських князівств (Молдови та Валахії) під зверхністю Османської імперії. 1858 р. в Парижі (Франція) укладено міжнародну конвенцію про устрій Дунайських князівств, яка передбачала створення спільних органів державного управління. У 1859—1861 рр. Молдова об'єдналася з Волоським князівством, що поклало початок Румунії як держави.

### Румунське королівство (1881—1947)

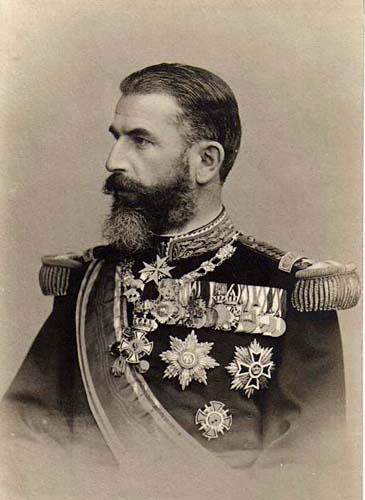
Кароль I, перший король Румунії

У 1866 р. була прийнята Конституція Румунії, а у 1877—1878 рр. Румунія стала незалежною державою, а з 1881 р. — королівством. У червні 1913 р. Румунія взяла участь у Другій балканській війні супроти Болгарії і за Бухарестським мирним договором 1913 р. одержала Південну Добруджу. Із 1916 р. вступила у Першу світову війну на боці Антанти і скористалася перемогою останньої, щоб придбати договорами або військовою силою Трансильванію, Буковину, Бессарабію та Добруджу. Румунські війська взяли участь в інтервенції до Угорщини (1919 р.). У жовтні 1920 р. країни Антанти підписали Паризький протокол, який визнавав Бессарабію за Румунією. У 1923 р. була прийнята нова Конституція. Наступного року війська придушили селянське Татарбунарське повстання, яке спричинили наслідки аграрної реформи 1921 р. та голод 1924 року. У 1938 р. був встановлений режим королівської диктатури Кароля II, який був закріплений у конституції країни (лютий 1938 р.).

### Друга світова війна

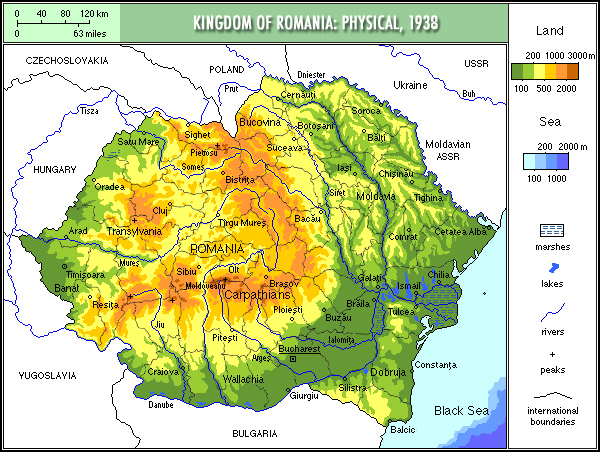
Румунія, 1939

За умовами 2-го Віденського арбітражу (серпень 1940 р.) під тиском гітлерівської Німеччини Румунія передала Угорщині Північну Трансильванію, а за Крайовською угодою (вересень 1940 р.) з Болгарією поступилася Південною Добруджею в кордонах 1913 р. на користь цієї держави. У червні 1940 р. Бессарабія та Буковина Північна були приєднані до СРСР. У 1940 р. румунський престол здобув син Кароля II — Михай, а прем'єр-міністром став генерал Й. Антонеску. Відтоді Румунія проводила пронімецький зовнішньополітичний курс. У листопаді 1940 р. приєдналася до Берлінського пакту.
1941—1944 рр. мільйонна румунська армія (26 дивізій) взяла участь у німецько-радянській війні на боці гітлерівської Німеччини. У 1941 р. території між річками Дністер і Південний Буг були включені до утворення Трансністрія із центром у Тирасполі (пізніше — в Одесі) під румунським контролем. Влітку 1944 р. радянські війська підійшли впритул до кордонів Румунії. Під загрозою вторгнення кабінет Й. Антонеску був повалений. У серпні 1944 року румунська армія перейшла на бік антигітлерівської коаліції. 16 румунських дивізій (понад 500 тис. осіб) воювали супроти німецько-фашистських військ.
У вересні 1944 р. в Москві Румунія уклала угоду з країнами антигітлерівської коаліції, яка передбачала скасування 2-го Віденського арбітражу 1940 р., виплату репарацій СРСР, визнання радянсько-румунського кордону станом на 1 січня 1941 р. (без Північної Буковини та Бессарабії) та ін. Передача Бессарабії та Буковини СРСР була легітимізована Паризьким мирним договором, який уклала Румунія в лютому 1947 р. з Організацією Об'єднаних Націй.

### Соціалістична Республіка Румунія
У 1944 р. була скинута профашистська диктатура Антонеску. У 1945 р. створено уряд комуністичної спрямованості, кордони змінені і у 1947 році, менше ніж за 3 роки після окупації Румунії радянським союзом, король Михайло відрікся від престолу і була створена Румунська Народна республіка. Конституція радянського зразка прийнята у 1949 р. Із 1945 р. під тиском СРСР проводився активний процес радянізації: конфіскаційна аграрна реформа, націоналізація промисловості, розпуск партій, які звинувачувалися в підготовці заколоту, та ін. У 1955 р. Румунія приєдналася до Варшавського договору. В 1958 р. з країни були виведені радянські війська. Нова конституція прийнята у 1965 році. У 1967 р. був укладений договір між СРСР та Румунією про міждержавний кордон.

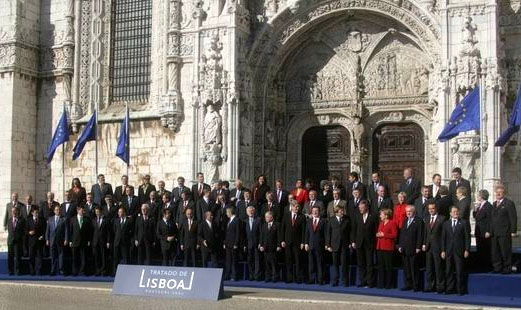
Лісабонська угода

Ніколае Чаушеску став президентом у 1974 р. У 1987 р. почалися виступи робітників проти програми економії.

### Сучасна історія
«Різдвяна революція» 1989 року призвела до скинення режиму Чаушеску і влада перейшла до Фронту національного порятунку, який очолював Йон Ілієску. Чаушеску засудили і стратили. Скасовано спецслужбу Секурітате. Страйки протесту проти наслідків введення ринкової економіки продовжувалися до 1990 р.
У 1990 році відбулися перші з 1937 року вільні вибори в Румунії, за результатами яких Ілієску став президентом. Нова конституція прийнята на референдумі у 1991 році. Ілієску очолював країну до 1996 року, коли програв президентські вибори Емілю Константінеску, але повернувся до влади з 2000 по 2004 роки. З 2004 до 2014 року президентом був Траян Бесеску, а з 2014 до 2025 — Клаус Йоганніс.
У 2004 році Румунія вступила до НАТО. У 2007 році країна вступила до ЄС, а також стала членом Спільного ринку.
У першій половині 2000-их років в Румунії спостерігався один з найвищих темпів економічного зростання в Європі, однак у 2008 році країну зачепила глобальна фінансова криза; Румунія отримала значний кредит від Міжнародного валютного фонду.
У 2010-их роках активізувалася боротьба з корупцією — Національне антикорупційне управління (DNA) висунуло звинувачення багатьом високопосадовцям. У 2017—2019 в країні відбувалися масштабні антикорупційні протести. Після російського повномасштабного вторгнення в Україну 2022 року Румунія відіграла важливу роль у підтримці України, приймаючи біженців та надаючи військову допомогу. Зовнішня політика країни орієнтована на тісну співпрацю з ЄС, США та НАТО, з акцентом на безпеку Чорноморського регіону.

## Адміністративний поділ

Регіони розвитку Румунії

Детальніше у статті Адміністративний поділ Румунії, Міста Румунії
Адміністративно-територіальний поділ Румунії відповідає стандарту NUTS таким чином:
- рівень NUTS 1: Румунія;
- рівень NUTS 2: 8 регіонів розвитку (населення кожного — близько 2,8 млн осіб);
- рівень NUTS 3: 41 жудець та 1 муніципія (столиця Бухарест);
- рівень NUTS 4: не використовується;
- рівень NUTS 5: 256 міст та 2 686 комун.

## Політична система

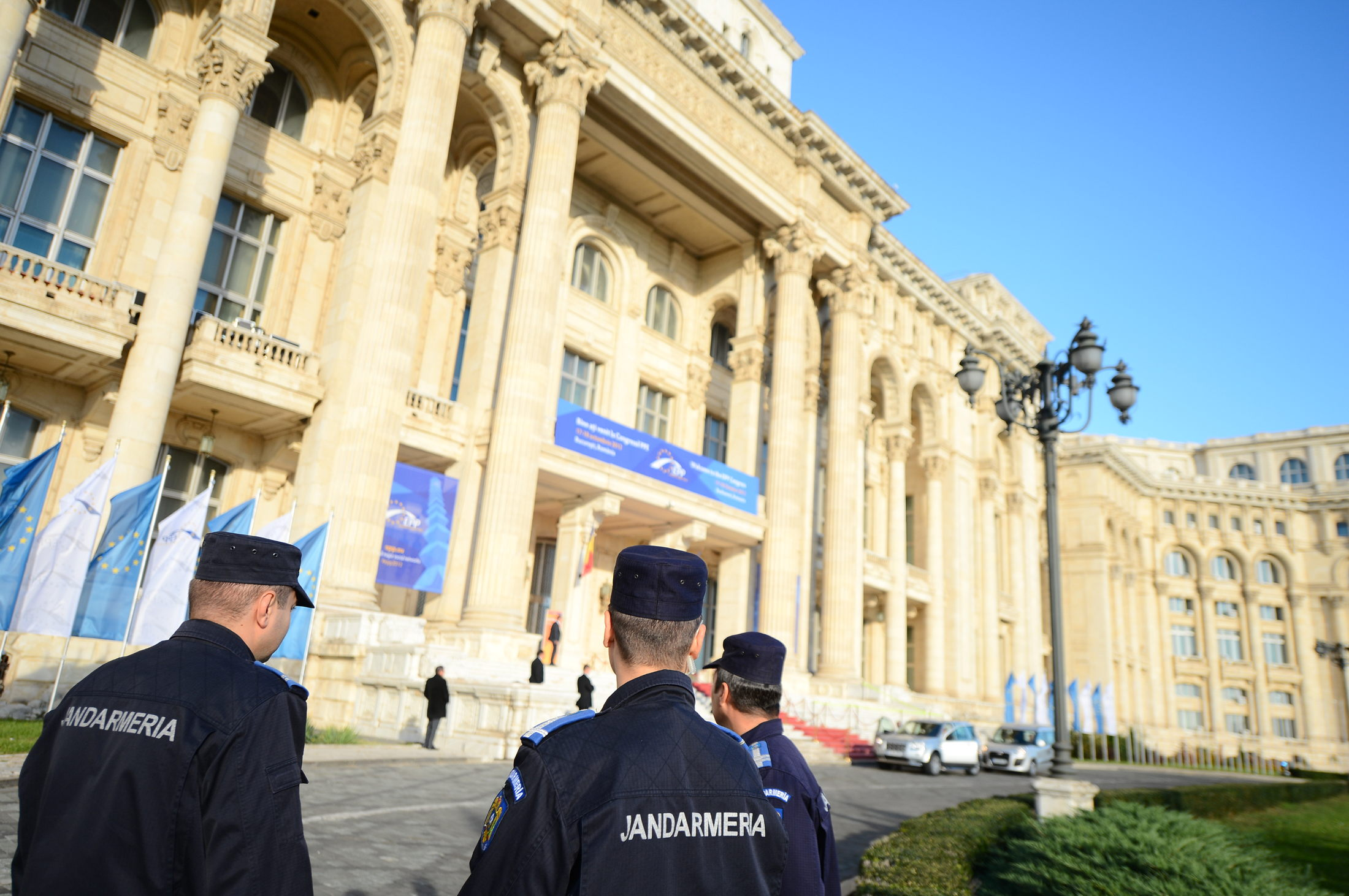
Палац Парламенту в Бухаресті. Вважається найбільшою будівлею парламенту та найважчою адміністративною будівлею в світі

Згідно з Конституцією, Румунія є державою з республіканською формою правління. Державною мовою є румунська мова. Публічна влада розділена на законодавчу, судову, і виконавчу.

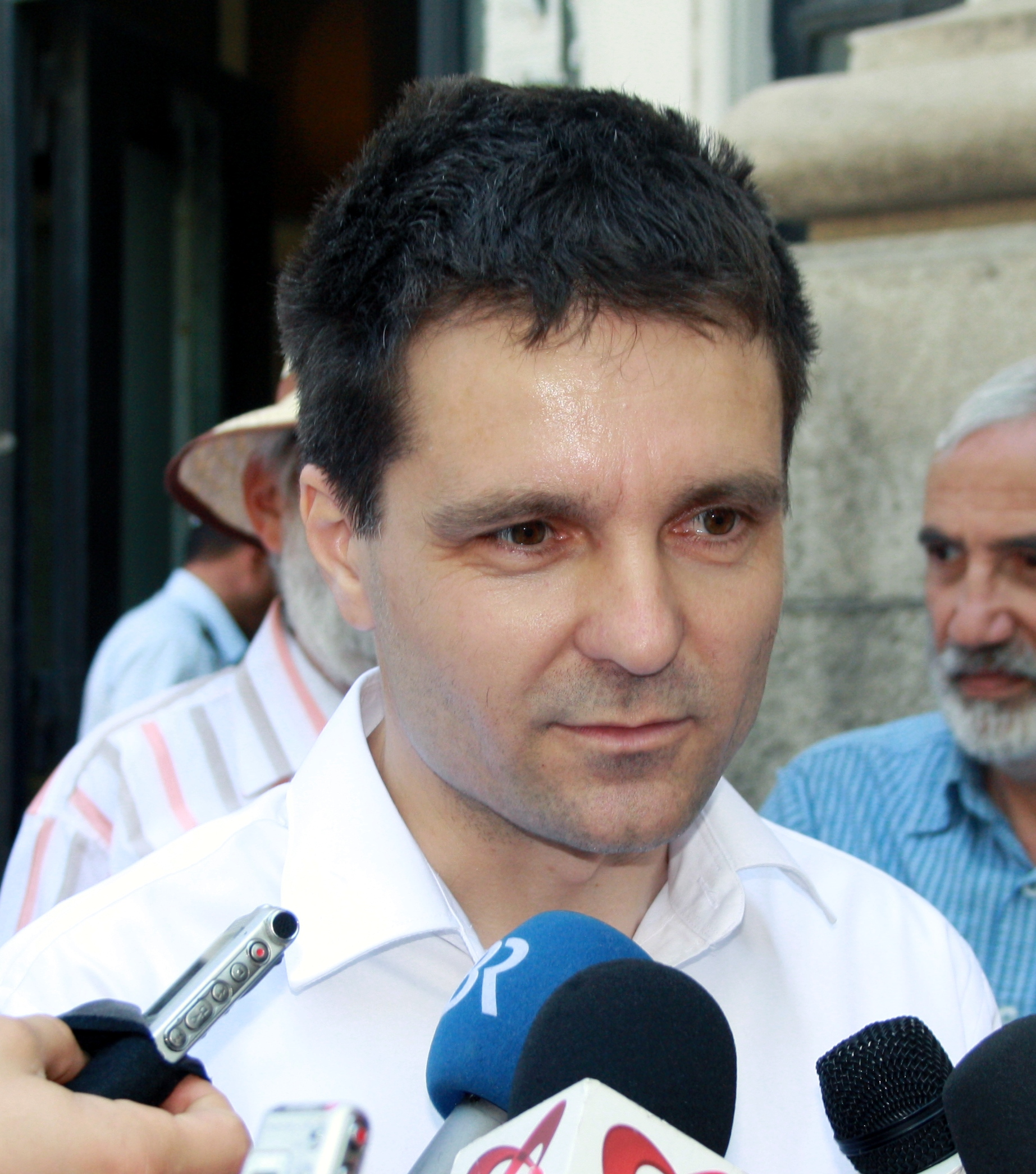
Нікушор Дан

Глава держави — Президент, глава уряду — прем'єр-міністр. Нині Президентом держави є Нікушор Дан з 2025 р., головою уряду — Флорін Кицу.
Президент Румунії представляє румунську державу і є гарантом національної незалежності, єдності і територіальної цілісності країни. Є гарантом Конституції, перед яким присягає Уряд. Обирається загальним, рівним, прямим, таємним і вільно вираженим голосуванням строком на 4 роки. Прем'єр-міністр Румунії — глава виконавчої влади Румунії. Призначається Президентом Румунії після схвалення його кандидатури обома палатами Парламенту. Керує Урядом і координує діяльність його членів. Також представляє Палаті Депутатів або Сенату звіти і заяви про політику Уряду.
Законодавчий орган — двопалатний парламент, який складається із Сенату (рум. Senat, 137 місць) і Палати депутатів (рум. Camera Deputaților, 332 місця). Парламент обирається на 4 роки прямим таємним голосуванням.
Судова влада захищає права і законні інтереси громадян, юридичних осіб і держави, вона незалежна від інших структур влади. Основи судової влади встановлені Конституцією 1991 року і Законом про судову систему 1992 року. Суди підрозділяються на апеляційні, окружні і суди першої інстанції. Вищу судову владу здійснює Верховний суд Румунії.
Членство у міжнародних організаціях — ООН, ОБСЄ, РЄ, СОТ, МБРР, МВФ, МФЧХіЧП, НАТО, ЄС.

### Державні символи

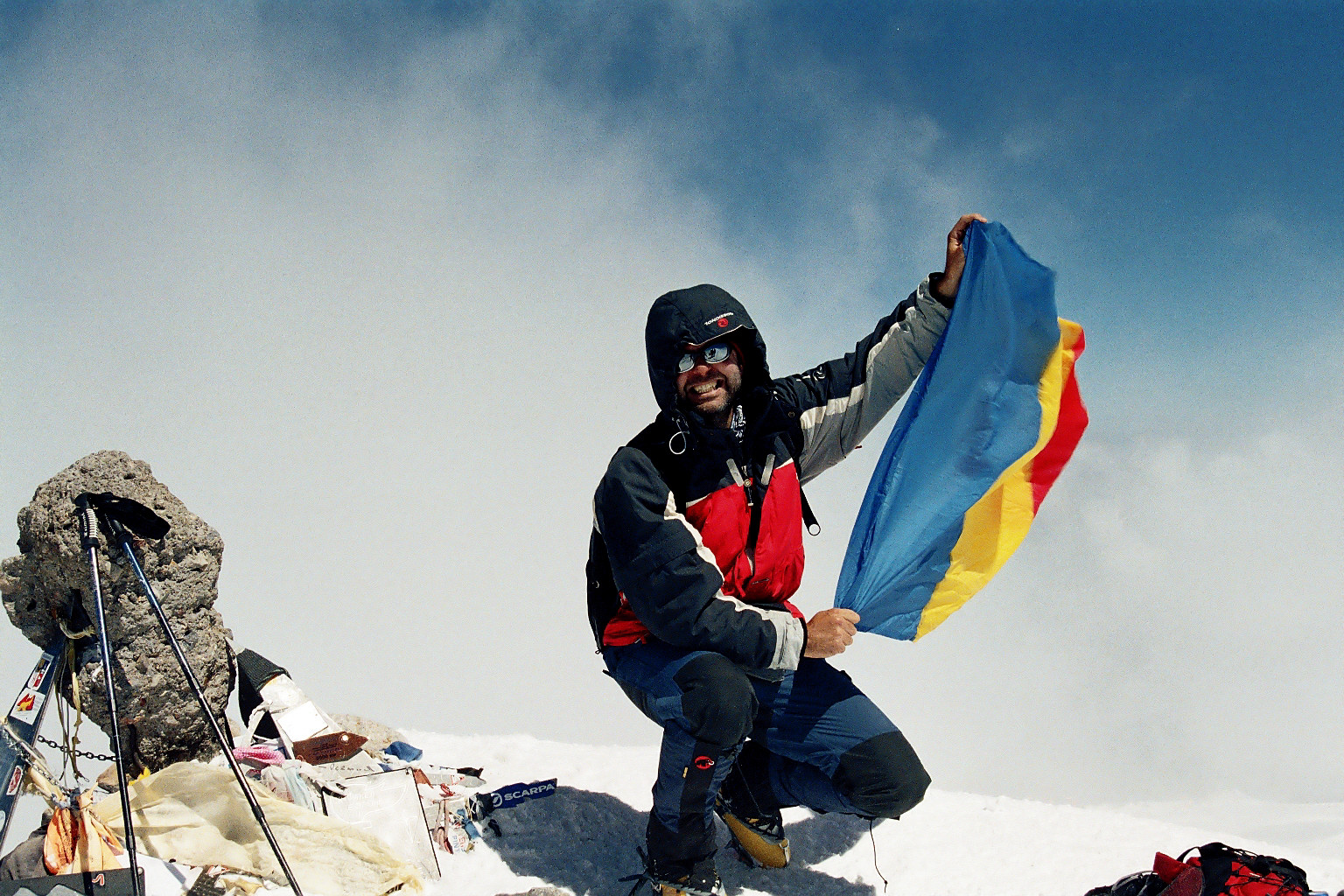
Прапор Румунії на вершині гори Ельбрус

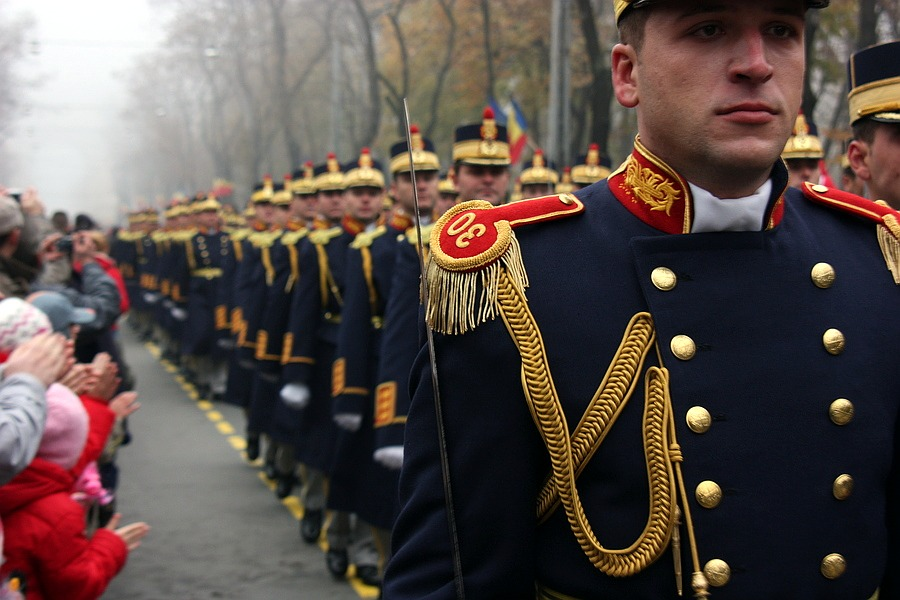
Солдати Збройних сил під час параду на День незалежності

Державний прапор — червоний, жовтий і синій триколор, 3 вертикальних рівних лінії. Був прийнятий у 1848 р. під час революції у Цара Роминяске.
Державний герб — Стема. Прийнятий у 1992 році. Являє собою орла, який тримає у дзьобі хрест, а у кігтях — шаблю і скіпетр, на грудях представлена композиція з п'яти гербів історичних провінцій Цара Роминяске, Молдова, Трансильванія, Добруджа і Банат.
Державний гімн — «Прокинься, румуне».
Національний День Румунії святкується 1 грудня, через те, що 1 грудня 1918 р. приєднанням Трансильванії до Румунії завершився процес утворення єдиної румунської національної держави.

### Українсько-румунські відносини
Під час Української державності (1917–1921) з українського боку здійснювались заходи для унормування дипломатичних взаємин з Румунією. У січні 1918 р. з інформативною місією був висланий до Румунії — А. Галіп, пізніше представниками українських урядів в Румунії були: М. Галаган, В. Дашкевич-Горбацький і К. Мацієвич (1919 — 1922). Румунськими уповноваженими при українських урядах були генерали Коанда і Концеску. Румунія визнавала де-факто існування української держави, входила з українськими урядами у господарсько-торговельні зв'язки та була готова доставити зброю в заміну за господарські продукти, однак заломлення українського фронту в 1919 р. поклало край цим планам. 
1 лютого 1992 року були встановлені дипломатичні відносини. Українська діаспора переважно проживає в північній частині Румунії, на кордоні з Україною в Мармарощині і Буковині, а також у Подунав'ї (Північна Добруджа і Південна румунська Молдова). Більше половини всіх румунських українців проживає в повіті Марамуреш на Мармарощині (34 027 чоловік), де вони становлять до 6,67 % всього населення. Велика кількість українців проживає також у Сучаві (8 506 осіб) і Тіміші (7 261 особа). Як офіційна національна меншина українці мають одне зарезервоване місце в парламенті Румунії.
Румуни — сьома за чисельністю етнічна меншина України. Згідно з даними Всеукраїнського перепису 2001 року в Україні проживало 151 тисяча румунів, що становило 0,31 % населення держави. Румуни в Україні користуються, майже винятково в Чернівецькій області, своєрідною культурною автономією.

### Збройні сили
Всього витрати на оборону в наш час[коли?] становлять 2,05 % від загального ВВП країни, що становить приблизно 2,9 мільярда доларів (47 позиція у світі).
90 000 чоловіків і жінок в наш час[коли?] складають Збройні Сили, 75 000 з яких є військовослужбовцями і інші 15 000 — цивільними особами. Сухопутні війська мають силу в 45 800 чоловік, 13 250 — Військово-повітряні сили і Військово-морські сили — 6 800, решта 8 800 служать в інших областях.
Румунські військові сили проходять триступеневу реструктуризацію. У 2007 році перший короткостроковий етап був завершений. 2015 рік знаменує закінчення другої стадії, коли збройні сили будуть досягати чудової сумісності з силами НАТО. У 2025 році довгостроковий етап має бути завершений. Етапи спрямовані на модернізацію структури збройних сил, скорочення персоналу, а також придбання новіших і досконаліших технологій, сумісних зі стандартами НАТО.

## Економіка

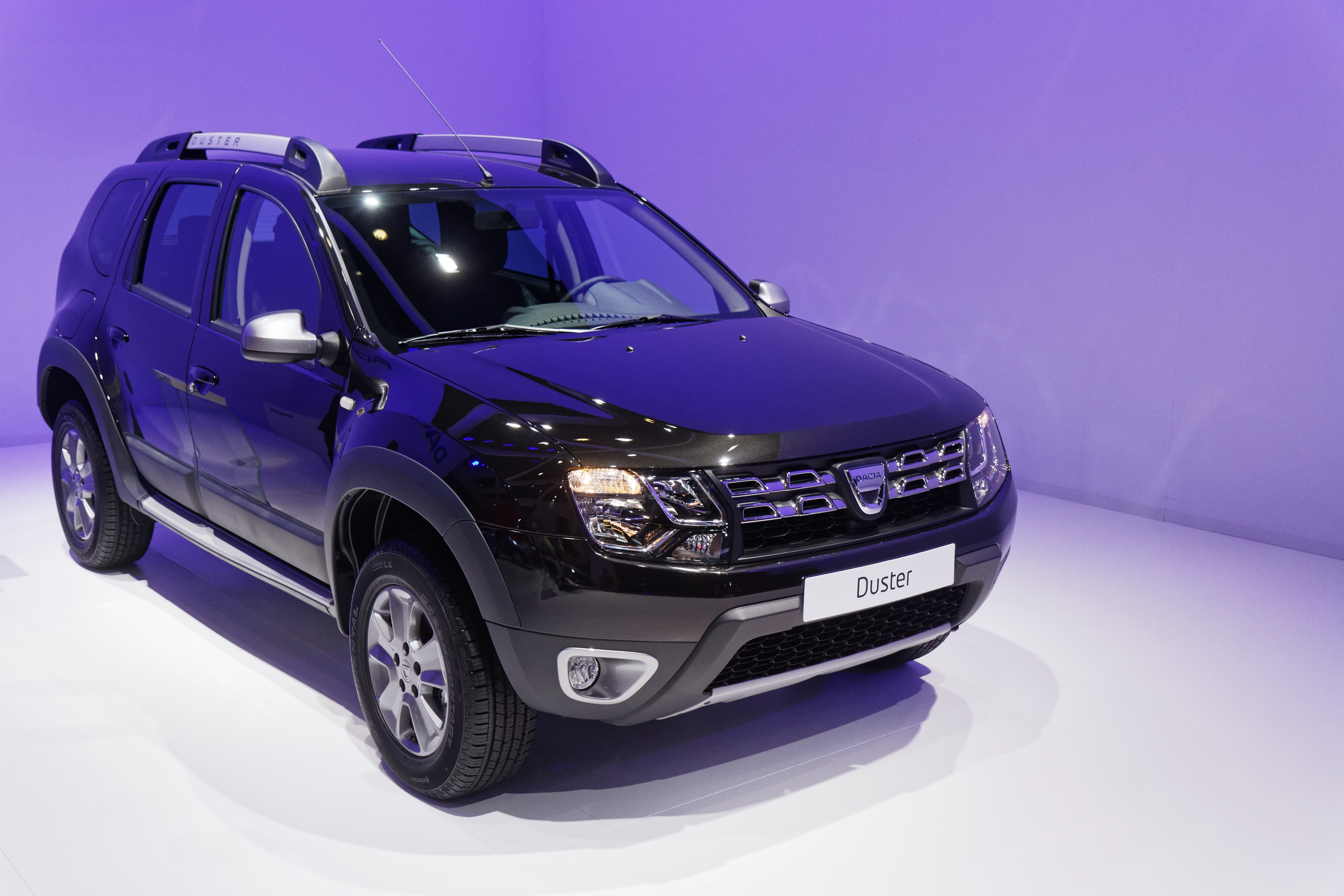
Dacia Duster виробляється у Румунії

Румунія — індустріально-аграрна країна. Основні галузі промисловості: гірнича, лісоматеріалів, металургійна, хімічна, машинобудування, харчова, нафтопереробна. Транспорт: автомобільний, залізничний, річковий, морський, повітряний. Перевезення вантажів у країні здійснюється головним чином автотранспортом і залізницею. 1994 р. у країні було 11 365 км залізниць і 88 117 км шосейних доріг. Головні порти на Дунаї: Дробета-Турну-Северин, Джурджу, Бреїла, Галац. Головний морський порт — Констанца, через який проходить 80 % морських вантажоперевезень країни і 65 % вантажів зовнішньої торгівлі. У 1984 був відкритий судноплавний канал, що з'єднує Констанцу з портом на Дунаї Чернаводе. У 1996 вантажний морський флот Румунії складався з 234 кораблів і мав сумарну вантажопідйомність всіх судів у 2 445 810 рег. т.
За даними Індексу економічної свободи The Heritage Foundation, USA 2001: ВВП — $ 29,4 млрд. Темп зростання ВВП — (-7,5)%. ВВП на душу населення — $1310. Прямі закордонні інвестиції — $ 390 млн. Імпорт (паливо, продукція машинобудування і обладнання, продукція текстильної промисловості і сільського господарства) — $ 11,5 млрд (головним чином, Центральна і Східна Європа — 21,0 %; Німеччина — 17,5 %; Італія — 17,4 %; Франція — 6,9 %; США — 4,2 %). Експорт (текстиль, метали і продукція машинобудування і хімічної промисловості) — $ 9,5 млрд (головним чином, Італія — 22,0 %; Німеччина — 19,0 %; Франція — 5,9 %; США — 3,8 %).

## Населення

### Динаміка чисельності
Чисельність населення країни 2016 року становила 19,474 млн осіб (58-ме місце у світі). Чисельність румунів стабільно зменшується. Зміни чисельності населення країни: 1948 року ‒ 15,87 млн осіб, 1956 ‒ 17,48 млн осіб, 1966 ‒ 19,1 млн осіб, 1977 ‒ 21,56 млн осіб, 1992 ‒ 22,8 млн осіб, 2002 ‒ 21,7 млн осіб, 2011 ‒ 20,12 млн осіб. Густота населення країни 2015 року становила 84,8 особи/км² (120-те місце у світі). Доступ до облаштованих джерел питної води 2015 року мало 100 % населення в містах і 100 % в сільській місцевості; загалом 100 % населення країни. Смертність немовлят до 1 року, станом на 2015 рік, становила 9,89 ‰ (139-те місце у світі); хлопчиків — 11,23 ‰, дівчаток — 8,47 ‰. Рівень материнської смертності 2015 року становив 31 випадків на 100 тис. народжень (127-ме місце у світі).

### Етноси
Головні етноси країни: румуни — 83,4 %, угорці — 6,1 %, цигани — 3,1 %, українці — 0,3 %, німці — 0,2 %, інші — 0,7 %, інші — 6,1 % населення (оціночні дані за 2011 рік). 

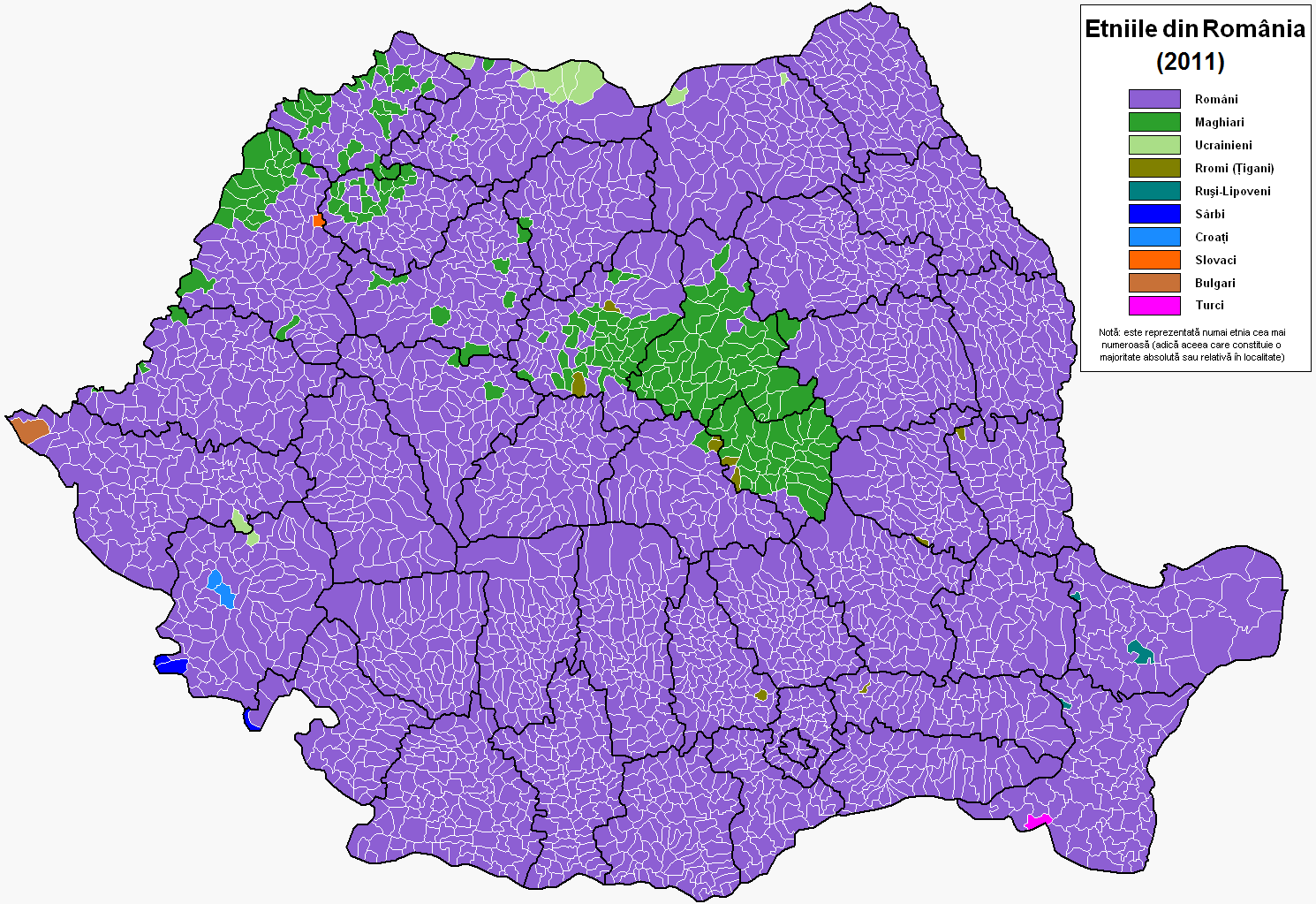
Найчисельніша національність у комунах Румунії за переписом 2011 року

Національний склад населення за переписом 2011 р. (серед тих, хто вказав свою національну приналежність):
|                 | чисельність | частка  |
| румуни          | 16 792 868  | 88,92 % |
| угорці          | 1 227 623   | 6,50 %  |
| цигани          | 621 573     | 3,29 %  |
| українці        | 50 920      | 0,27 %  |
| німці           | 36 042      | 0,19 %  |
| турки           | 27 698      | 0,15 %  |
| росіяни         | 23 487      | 0,12 %  |
| кримські татари | 20 282      | 0,11 %  |

### Мови
Офіційна мова: румунська — розмовляє 85,4 % населення країни. Інші поширені мови: угорська — 6,3 %, циганська — 1,2 %, інші мови — 7 % (дані на 2011 рік).

### Релігія

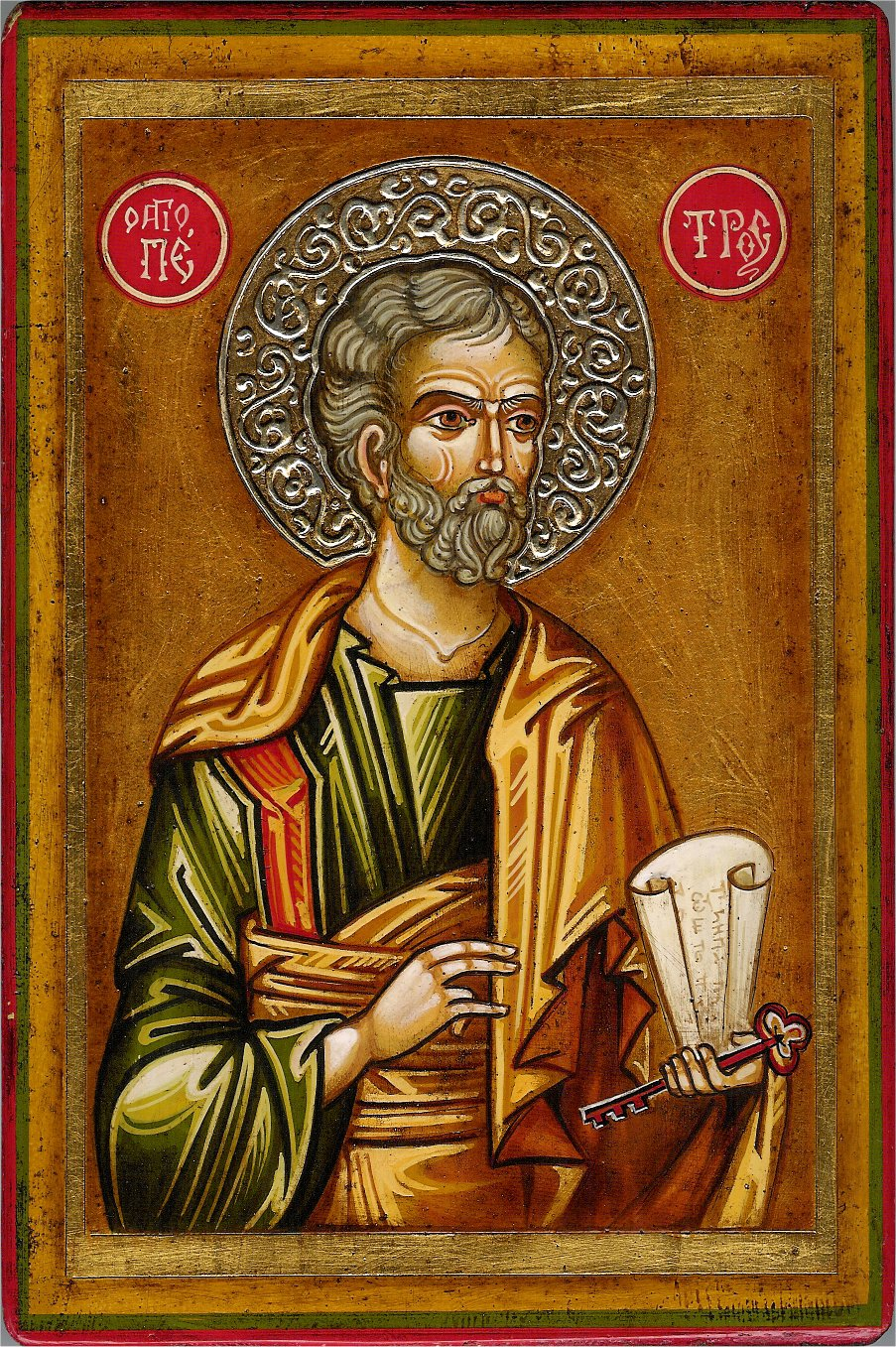
Петро (апостол) на православній іконі

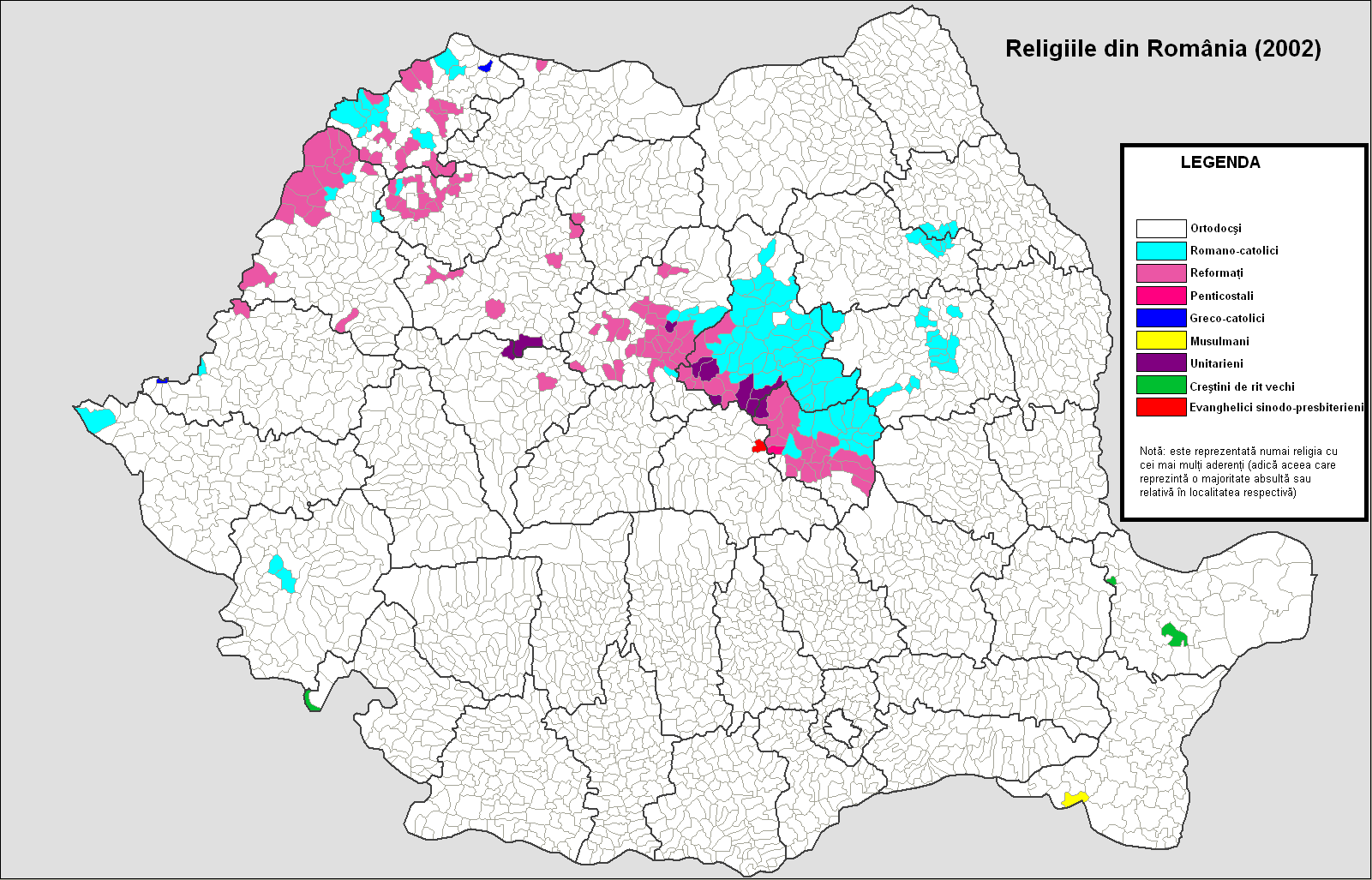
Найпоширеніша релігія у комунах Румунії за переписом 2002 року

За Конституцією Румунія — світська держава, декларовано принцип свободи совісті і рівність всіх релігій перед законом.
Найбільш поширене релігійне спрямування в Румунії — православ'я, за даними загальнонаціонального перепису 2002 року до православних віднесли себе 86,7 % загального населення країни. Переважна більшість православних румунів належить до Румунської православної церкви. Румунська Православна Церква проголосила своє самоврядування у 1865 р., після об'єднання князівств Валахії та Молдови в Румунській державі (1862), виділившись таким чином з Константинопольського Патріархату. Автокефалію Румунської Православної Церкви визнано лише 25 квітня 1885 р. Титул Предстоятеля: «Блаженніший Архієпископ Бухарестський, Митрополит Мунтенський і Добруджійський, Намісник Кесарії Каппадокійської і Патріарх Румунський».
Інші християнські конфесії мають значно менше число прихильників — католиків латинського обряду близько 4,7 % населення, греко-католиків — 0,9 %, протестантів — 6,5 %. Близько 67 тисяч осіб, головним чином, етнічні кримські татари та турки, які проживають в районі Добруджі, заявили про себе, як про мусульман. Римо-католики, здебільшого зосереджені на заході країни, в Трансильванії. Істотну частину прихильників Реформованої церкви також складають етнічні угорці, які проживають в Трансильванії; в східній частині Угорщини, на кордоні з Румунією кальвінізм є найбільш поширеною релігією. Під час перепису 6 179 осіб відповіли, що сповідують юдаїзм, 23 105 осіб декларували атеїстичний (нерелігійний) світогляд.
Релігійний склад населення Румунії за переписом 2011 р.:
- 85,9 % — православ'я;
- 4,6 % — римо-католицизм;
- 3,2 % — кальвінізм;
- 1,9 % — п'ятдесятництво;
- 0,8 % — греко-католицизм;
- 0,3 % — іслам
- 3,3 % — інше.

### Найбільші міста

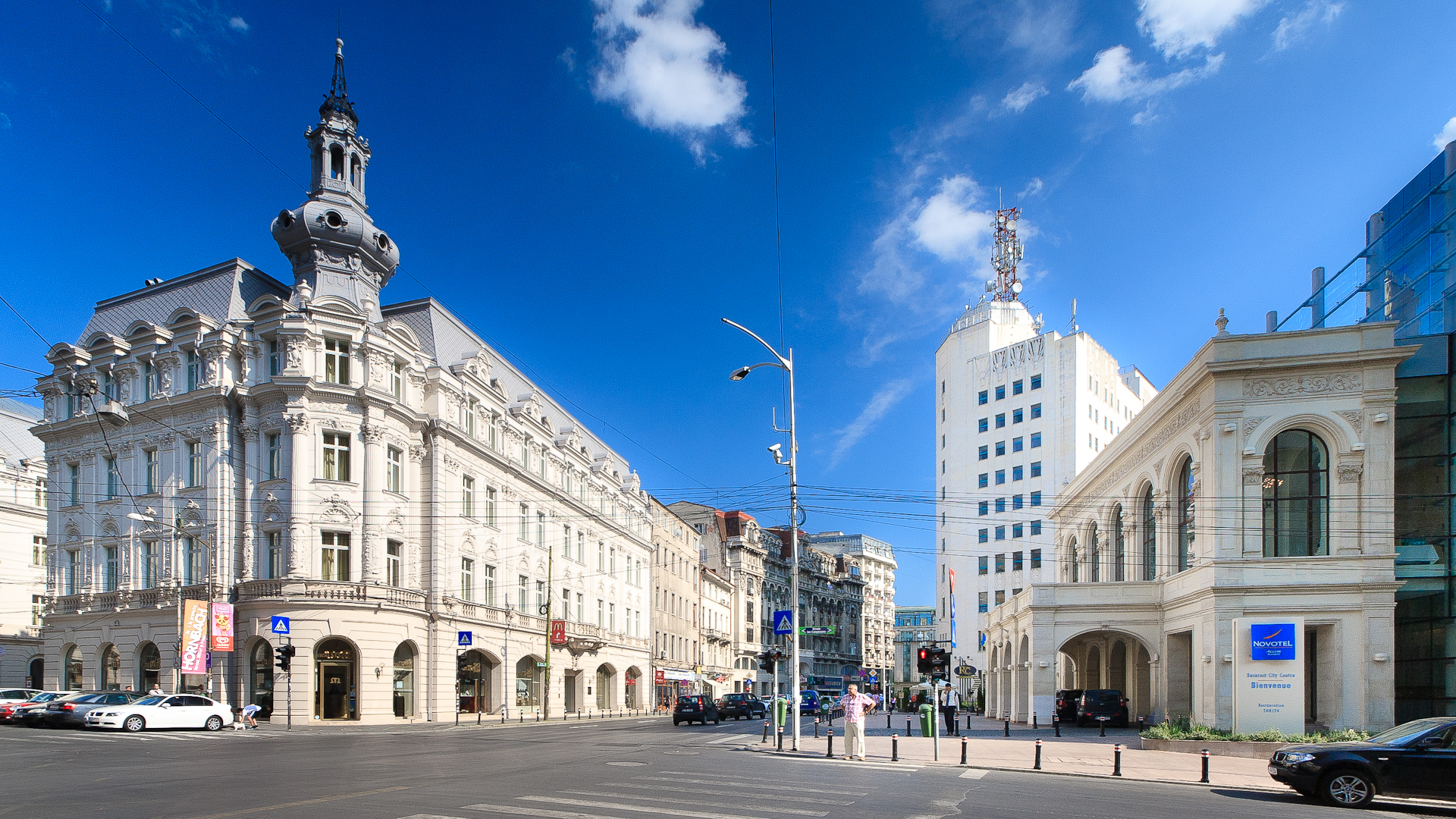
Бухарест

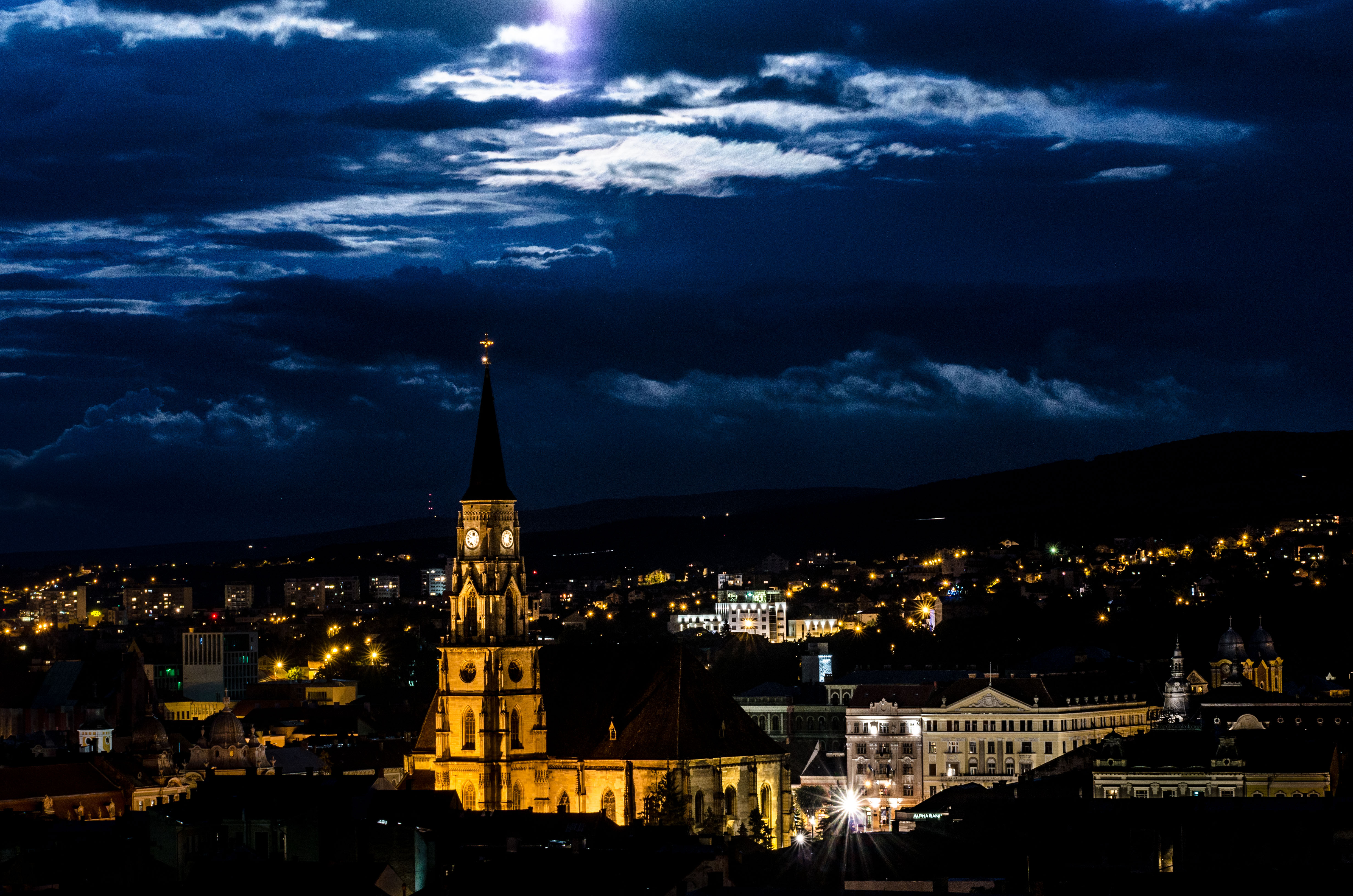
Клуж-Напока

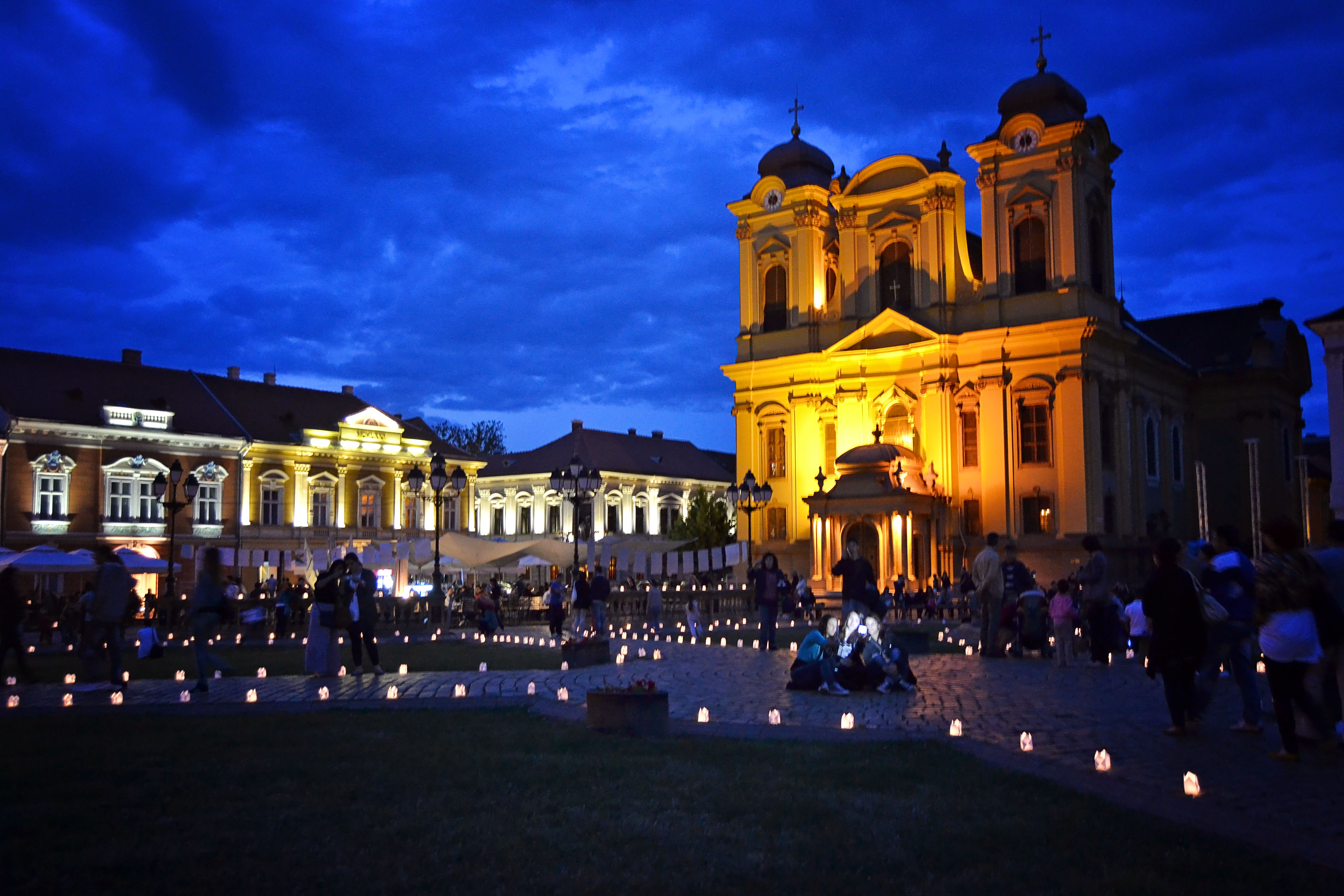
Тімішоара

Румунія — високоурбанізована країна. Рівень урбанізованості становить 54,6 % населення країни (станом на 2015 рік).
| Місто                 | Румунська назва       | Жудець    | Населення |
| --------------------- | --------------------- | --------- | --------- |
| Бухарест              | Bucureşti             | —         | 2 354 510 |
| Клуж-Напока           | Cluj-Napoca           | Клуж      | 318 027   |
| Тімішоара             | Timişoara             | Тіміш     | 317 651   |
| Ясси                  | Iaşi                  | Ясси      | 290 480   |
| Констанца             | Constanţa             | Констанца | 283 872   |
| Крайова               | Craiova               | Долж      | 302 622   |
| Галац                 | Galaţi                | Галац     | 298 584   |
| Брашов                | Braşov                | Брашов    | 283 901   |
| Плоєшті               | Ploieşti              | Прахова   | 232 452   |
| Бреїла                | Brăila                | Бреїла    | 216 929   |
| Орадя                 | Oradea                | Біхор     | 206 527   |
| Бакеу                 | Bacău                 | Бакеу     | 204 500   |
| Арад                  | Arad                  | Арад      | 172 824   |
| Пітешть               | Piteşti               | Арджеш    | 168 756   |
| Сібіу                 | Sibiu                 | Сібіу     | 155 045   |
| Тиргу-Муреш           | Târgu Mureş           | Муреш     | 149 577   |
| Бая-Маре              | Baia Mare             | Марамуреш | 137 976   |
| Бузеу                 | Buzău                 | Бузеу     | 133 116   |
| Сату-Маре             | Satu Mare             | Сату-Маре | 115 630   |
| Ботошані              | Botoşani              | Ботошані  | 115 344   |
| Римніку-Вилча         | Râmnicu Vâlcea        | Вилча     | 107 656   |
| Сучава                | Suceava               | Сучава    | 106 138   |
| П'ятра-Нямц           | Piatra Neamţ          | Нямц      | 105 499   |
| Дробета-Турну-Северин | Drobeta-Turnu Severin | Мехедінць | 104 035   |
| Фокшани               | Focşani               | Вранча    | 103 219   |

## Українська громада
Чисельність української громади в Румунії постійно знижується. Станом на 2011 рік, вона налічувала 50,9 тис. осіб (0,27 % загальної кількості населення країни). У повоєнній Румунії найбільшої чисельності вона сягала 1992 року — 65,5 тис. осіб, а у відносному — 1956 року (0,35 % загальної кількості населення країни).

### Уряд
- Президент держави
- Парламент держави

### Культура
- Історичні будинки в Румунії